# وودبوري (مينيسوتا)
وودبوري (بالإنجليزية: Woodbury, Minnesota)‏ هي مدينة تقع في ولاية مينيسوتا في الولايات المتحدة. تبلغ مساحة هذه المدينة 92.1 (كم²)، وترتفع عن سطح البحر 302 م، بلغ عدد سكانها 61961 نسمة في عام 2010 حسب إحصاء مكتب تعداد الولايات المتحدة.

## التركيبة السكانية
قام مكتب تعداد الولايات المتحدة بتحديد بيانات التركيبة السكانية لوودبوري في تعداد الولايات المتحدة. في ما يلي، التركيبة السكانية حسب تعدادي 2000 و2010.

### تعداد عام 2000
بلغ عدد سكان وودبوري 46,463 نسمة بحسب تعداد عام 2000، وبلغ عدد الأسر 16,676 أسرة وعدد العائلات 12,657 عائلة مقيمة في المدينة. في حين سجلت الكثافة السكانية 1,327.7 نسمة لكل ميل مربع (512.6/كم2). وبلغ عدد الوحدات السكنية 17,541 وحدة بمتوسط كثافة قدره 501.2 نسمة لكل ميل مربع (193.5/كم2).
وتوزع التركيب العرقي للمدينة بنسبة 90.04% من البيض و 0.24% من الأمريكيين الأصليين و 5.01% من الأمريكيين ذوي الأصول الآسيوية و 0.01% من سكان جزر المحيط الهادئ و 2.51% من الأمريكيين الأفارقة و 1.56% من عرقين مختلطين أو أكثر.
بلغ عدد الأسر 16,676 أسرة كانت نسبة 43.8% منها لديها أطفال تحت سن الثامنة عشر تعيش معهم، وبلغت نسبة الأزواج القاطنين مع بعضهم البعض 66.8% من أصل المجموع الكلي للأسر، وكانت نسبة 24.1% من غير العائلات. تألفت نسبة 18.8% من أصل جميع الأسر من أفراد ونسبة 3.3% كانوا يعيش معهم شخص وحيد يبلغ من العمر 65 عاماً فما فوق.
بلغ العمر الوسطي للسكان 33 عاماً. وكانت نسبة 5.9% بين الثامنة عشر والأربعة وعشرون عاماً، ونسبة 36.9% كانت واقعةً في الفئة العمرية ما بين الخامسة والعشرون حتى والأربعة وأربعون عاماً، ونسبة 20.5% كانت ما بين الخامسة والأربعون حتى الرابعة والستون، ونسبة 6.1% كانت ضمن فئة الخامسة والستون عاماً فما فوق.
وكان متوسط دخل الذكور 60,224 دولار مقابل 37,676 دولار للإناث. وسجل دخل الفرد الخاص بالمدينة 32,606 دولار. وكانت نسبة 0.8% من العائلات ونسبة 1.7% من السكان تحت خط الفقر، وكان من هؤلاء نسبة 1.2% تحت سن الثامنة عشر ونسبة 1.2% في الخامسة والستين من العمر وما فوق.

### تعداد عام 2010
بلغ عدد سكان وودبوري 61,961 نسمة بحسب تعداد عام 2010، وبلغ عدد الأسر 22,594 أسرة وعدد العائلات 16,688 عائلة مقيمة في المدينة. في حين سجلت الكثافة السكانية 1,784.1 نسمة لكل ميل مربع (688.8/كم2). وبلغ عدد الوحدات السكنية 23,568 وحدة بمتوسط كثافة قدره 678.6 لكل ميل مربع (262.0/كم2).
وتوزع التركيب العرقي للمدينة بنسبة 81.4% من البيض و 0.3% من الأمريكيين الأصليين و 9.1% من الأمريكيين ذوي الأصول الآسيوية و 5.6% من الأمريكيين الأفارقة و 2.5% من عرقين مختلطين أو أكثر.
بلغ عدد الأسر 22,594 أسرة كانت نسبة 42.3% منها لديها أطفال تحت سن الثامنة عشر تعيش معهم، وبلغت نسبة الأزواج القاطنين مع بعضهم البعض 61.8% من أصل المجموع الكلي للأسر، ونسبة 8.7% من الأسر كان لديها معيلات من الإناث دون وجود شريك، بينما كانت نسبة 3.3% من الأسر لديها معيلون من الذكور دون وجود شريكة وكانت نسبة 26.1% من غير العائلات. تألفت نسبة 20.4% من أصل جميع الأسر من أفراد ونسبة 5.7% كانوا يعيش معهم شخص وحيد يبلغ من العمر 65 عاماً فما فوق. وبلغ متوسط حجم الأسرة المعيشية 3.20، أما متوسط حجم العائلات فبلغ 2.73.
بلغ العمر الوسطي للسكان 35.6 عاماً. وكانت نسبة 29.6% من القاطنين تحت سن الثامنة عشر، وكانت نسبة 6.2% بين الثامنة عشر والأربعة وعشرون عاماً، ونسبة 29.6% كانت واقعةً في الفئة العمرية ما بين الخامسة والعشرون حتى والأربعة وأربعون عاماً، ونسبة 26.3% كانت ما بين الخامسة والأربعون حتى الرابعة والستون، ونسبة 8.3% كانت ضمن فئة الخامسة والستون عاماً فما فوق. وتوزع التركيب الجنسي للسكان بنسبة 48.2% ذكور و51.8% إناث.

## وصلات خارجية
- www.ci.woodbury.mn.us
- The US50 - Cities and Towns in Minnesota State